# آزلیو ویچینی
آزلیو ویچینی (انگلیسی: Azeglio Vicini؛ زادهٔ ۲۰ مارس ۱۹۳۳ - درگذشته ۳۰ ژانویه ۲۰۱۸) بازیکن و مربی اهل ایتالیا بود.
از باشگاه‌هایی که در آن بازی کرده‌است می‌توان به باشگاه فوتبال ویچنزا، باشگاه فوتبال برشا، و باشگاه فوتبال سمپدوریا اشاره کرد.
آزلیو ویچینی در جام‌جهانی ۱۹۹۰ سرمربی تیم ملی ایتالیا بود و با این تیم به مقام سومی رسید.